# Андерсен, Мадс (шахматист)
Мадс А́ндерсен (гренл. Mads Andersen; род. 1 марта 1995, Нуук) — датский шахматист, гроссмейстер (2016). Чемпион Дании (2016, 2017, 2020). В составе сборной Дании — участник Олимпиад (2014, 2016, 2022, 2024), командных чемпионатов Европы (2013, 2015, 2019, 2021, 2023) и Кубка европейских клубов (2014, 2018). Участник чемпионатов Европы 2016 и 2018.

## Достижения
В июне 2012 года Андерсен разделил 3-5 места на турнире Bronshoj GM, на юношеском чемпионате мира разделил 11-15 места. В 2013 году разделил 2-6 места на турнире First Saturday September в Будапеште. В начале 2014 года разделил 2-3 места с Овиком Айрапетяном на Мемориале Андраника Маргаряна, в июне занял чистое 1-е место в гроссмейстерском турнире в Векшё.
В 2017 году Андерсен разделил 2-6 места на Copenhagen Chess Challenge, участвовал в Abu Dhabi Masters (25-е место). В 2018 году разделил 1-4 места на опен-турнире в Бёблингене и снова участвовал в турнире в Абу-Даби.
В 2022 году Андерсен занял 2-е место в Reykjavik International Games. В 2023 году выиграл Fagernes International Autumn в Фагернесе, в 2024 году участвовал в Мемориале Капабланки.

На командном чемпионате Европы 2023 Андерсен обыграл Шахрияра Мамедьярова, его партия была разобрана ChessBase.
[Event "24th European Teams"]
[Site "Budva MNE"]
[Date "2023.11.11"]
[Round "1.1"]
[White "Mamedyarov, S."]
[Black "Andersen, Mad"]
[Result "0-1"]
[WhiteElo "2734"]
[BlackElo "2612"]
[Variant "Standard"]
[TimeControl "-"]
[ECO "D02"]
[Opening "Queen's Pawn Game: London System"]
[Termination "Unknown"]
[Annotator "lichess.org"]
1. d4 d5 2. Nf3 Nf6 3. Bf4 c5 4. e3 e6 5. Nbd2 Qb6 6. c4 Nc6 7. Bd3 cxd4 8. exd4 Nxd4 9. O-O Be7 10. cxd5 Nxf3+ 11. Qxf3 exd5 12. Rfe1 Be6 13. Nb3 O-O 14. Be3 Qd6 15. Bf4 Qb6 16. Be3 Qd6 17. Bc5 Qd8 18. Bd4 b6 19. h3 Rc8 20. Rad1 Qd7 21. Bc3 Qb7 22. Nd4 Ne4 23. Rxe4 dxe4 24. Bxe4 Qc7 25. Nxe6 fxe6 26. Qh5 g6 27. Qg4 Kf7 28. Rd3 Bf6 29. Bb4 Rfd8 30. Rg3 Rg8 31. Rf3 Kg7 32. h4 Bxb2 33. h5 Qe5 34. h6+ Kh8 35. Bd2 Bc1 36. Bb4 Bxh6 37. g3 Rc4 0-1